# Cirilo Flores (Politiker)

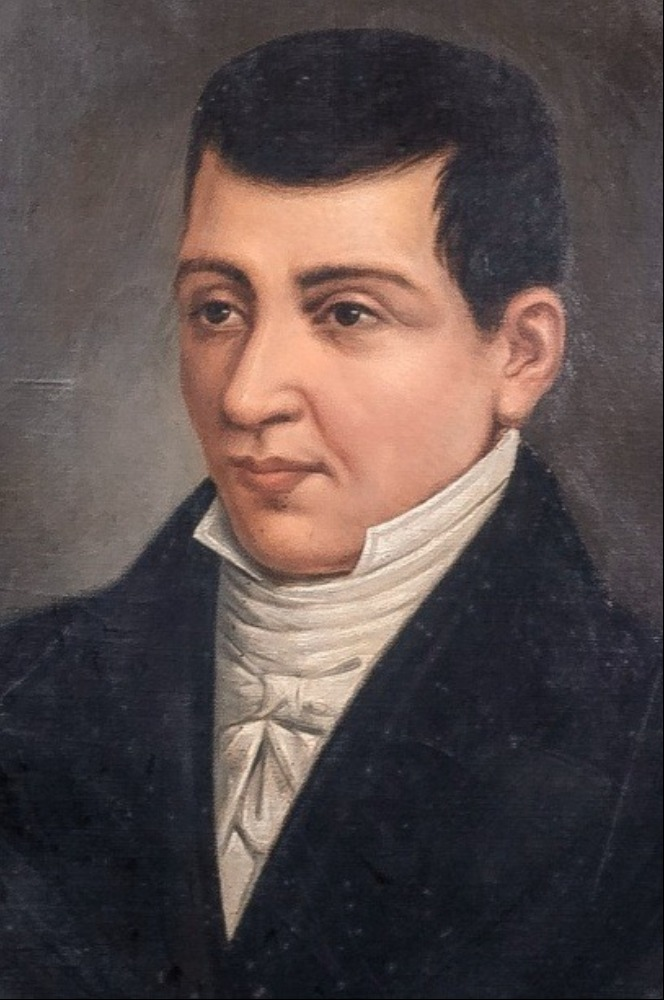
Porträt von Cirilo Flores

Cirilo Flores (* 1779 in Comitán; † 13. Oktober 1826 in Quetzaltenango) war vom 9. September 1826 bis 13. Oktober 1826 Jefe Supremo der Provinz Guatemala in der Zentralamerikanischen Konföderation.

## Leben
Cirilo Flores unterschrieb die Unabhängigkeitserklärung am 15. September 1821 als Abgeordneter des Cabildo de Españoles von Salcajá.

## Kampf gegen die Annexion von Chiapas durch Mexiko
1822 bis 1823 annektierte das mexikanische Imperium unter Agustín de Itúrbide Chiapas und die Provinzen in Zentralamerika. Diese Annexion wurde in den annektierten Gebieten teilweise bekämpft.
Ähnlich wie bei der Unabhängigkeit von Spanien (Grito de Dolores von Miguel Hidalgo) gab es einen Grito de Comitán, welcher zur Unabhängigkeit Chiapas’ von Mexiko aufrief. In dieser Unabhängigkeitsbewegung arbeitete Cirilo Flores mit dem Priester Matías de Córdova zusammen.
Cirilo Flores war Teilnehmer am Kongress der neuspanischen Provinzen in Mexiko im mexikanischen Imperium von 1822.
Die verfassungsgebende Versammlung für die Provinz Guatemala, welche am 5. Mai 1824 gewählt worden war, trat am 16. September 1824 zum ersten Mal in Antigua Guatemala zusammen und wählte Alejandro Díaz Cabeza de Vaca, Juan Barrundia, Cirilo Flores in die Provinzleitung.
Alejandro Díaz Cabeza de Vaca übernahm als erster das Amt des Supremo Jefe, er wurde von Juan Barrundia am 12. Oktober 1824 abgelöst.
Cirilo Flores war 1824 an der Bildung der Provincias Unidas de Centro América beteiligt.
Am 17. Juni 1826 wurde der Condottiere Nicolás Louís Raoul von Truppen der zentralamerikanische Konföderation festgenommen.
Juan Barrundia intervenierte und entsandte Truppen, um ihn zu befreien. Im Juli 1826 wurde daraufhin Juan Barrundia von Truppen der zentralamerikanische Konföderation unter Manuel Montúfar y Coronado auf Befehl von Manuel José Arce y Fagoaga festgenommen.
Der Condottiere José Pierson wollte Juan Barrundia befreien und war Teilnehmer der Dieta de los Cuatro Jefes del Estado de los Altos in Los Altos (Zentralamerika) einem Treffen, bei welchem eine militärische Opposition zu Arce vereinbart wurde.
Cirilo Flores übernahm das Amt des Supremo Jefe der Provinz Guatemala, in Quetzaltenango und wurde am 13. Oktober 1826 im Convento de los Padres Franciscanos (heute  Centro Comercial Municipal) Quetzaltenango ermordet. Worauf sich José Pierson nach Salcajá begab, wo am 18. Oktober 1826 40 Soldaten der zentralamerikanischen Union starben.
Nach dem Mord an Cirilo Flores übernahm die Exekutive der Zentralamerikanischen Konföderation unter Manuel José Arce y Fagoaga die Regierungsgeschäfte der Provinz Guatemala.
Nach Cirilo Flores wurde die Stadt Flores (Guatemala) benannt.